# BSG Chemie Leipzig (1997)
BSG Chemie Leipzig är en fotbollsklubb från stadsdelen Leutzsch i Leipzig som spelar i den tyska fjärdedivisionen. Klubben grundades 1997 och anmälde sitt första lag i det tyska ligasystemet 2008. De grundades av fans till den gamla DDR-klubben BSG Chemie Leipzig (1950) som efter Berlinmurens fall bytt namn till FC Sachsen Leipzig.
Efter att FC Sachsen Leipzig 2011 gått i konkurs anser sig klubben idag vara rättmätiga arvtagare till den gamla DDR-klubben BSG Chemie Leipzig (1950). De spelar på den klassiska arenan Alfred-Kunze-Sportpark.

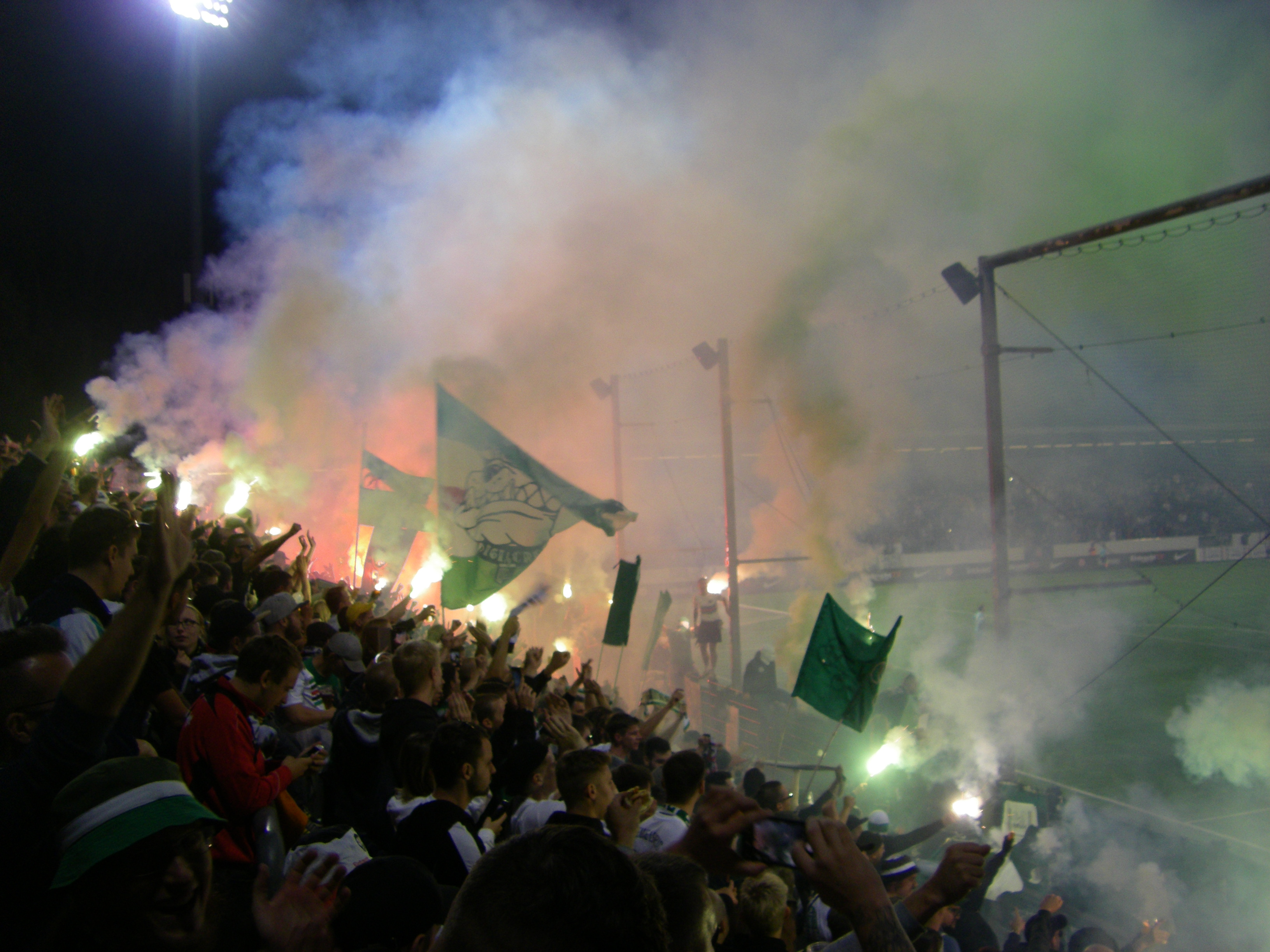
Fans till BSG Chemie på Alfred-Kunze-Sportpark.